# Concile d'Austerfield
Le concile d'Austerfield est un synode organisé à Austerfield vers 702.

## Histoire
Le concile d'Austerfield est censé régler le cas de l'évêque Wilfrid. Ce dernier, ancien titulaire du siège d'York, s'est réfugié auprès du roi de Mercie Æthelred en raison de ses mauvaises relations avec le roi de Northumbrie Aldfrith. L'un des principaux points de contention entre les deux hommes repose dans la division du diocèse d'York (qui couvrait l'ensemble de la Northumbrie) décidée en 678 par l'archevêque Théodore de Cantorbéry. Wilfrid en appelle au pape Serge Ier, qui renvoie la décision à un concile de l'Église anglaise.
Organisé par Aldfrith et présidé par l'archevêque Berhtwald, le concile se réunit à Austerfield, à la frontière sud du royaume de Northumbrie, en 702 ou 703. Wilfrid plaide sa cause devant l'assemblée des évêques anglais, mais la majeure partie d'entre eux rejettent ses prétentions épiscopales sur toute la Northumbrie. Ils exigent son abdication pure et simple, ainsi que son retrait dans le monastère qu'il a fondé à Ripon. Certains réclament même qu'il leur abandonne toutes les terres qu'il possède, aussi bien en Mercie qu'en Northumbrie,.
Wilfrid refuse catégoriquement d'obéir au concile et se rend en personne à Rome pour défendre sa cause devant le pape. En fin de compte, après la mort d'Aldfrith, fin 704, un nouveau synode organisé sur les berges de la Nidd (en) en 705 restitue à Wilfrid les abbayes de Ripon et de Hexham.
L'unique récit du déroulement du concile figure dans la Vita sancti Wilfrithi, une hagiographie de Wilfrid.